# Ngày Thế giới chống Kiểm duyệt Internet
Ngày Thế giới chống Kiểm duyệt Internet là một sự kiện trực tuyến được tổ chức hàng năm vào ngày 12 tháng 3 nhằm quy tụ sự ủng hộ về một môi trường Internet đơn nhất, không bị hạn chế mà mọi người có thể truy cập vào bất cứ đâu, đồng thời phơi bày các động thái ngăn chặn và kiểm duyệt tự do ngôn luận trực tuyến do chính phủ các nước trên thế giới tiến hành. Sự kiện đến với công chúng lần đầu tiên vào ngày 12 tháng 3 năm 2008 theo lời đề nghị của các tổ chức Phóng viên không biên giới (RWB) và Ân xá Quốc tế. Một bức thư do Jean-François Julliard, Tổng thư ký Phóng viên không biên giới, và Larry Cox, một giám đốc của Ân xá Quốc tế, viết và gửi đến cho các giám đốc điều hành của Google, Yahoo! và Microsoft nhằm thỉnh cầu cử hành ngày sự kiện này.
Biểu trưng của sự kiện thường niên được Phóng viên không biên giới thiết kế, lấy hình ảnh một con chuột máy tính được giải thoát khỏi móc khóa.

## Giải Netizen

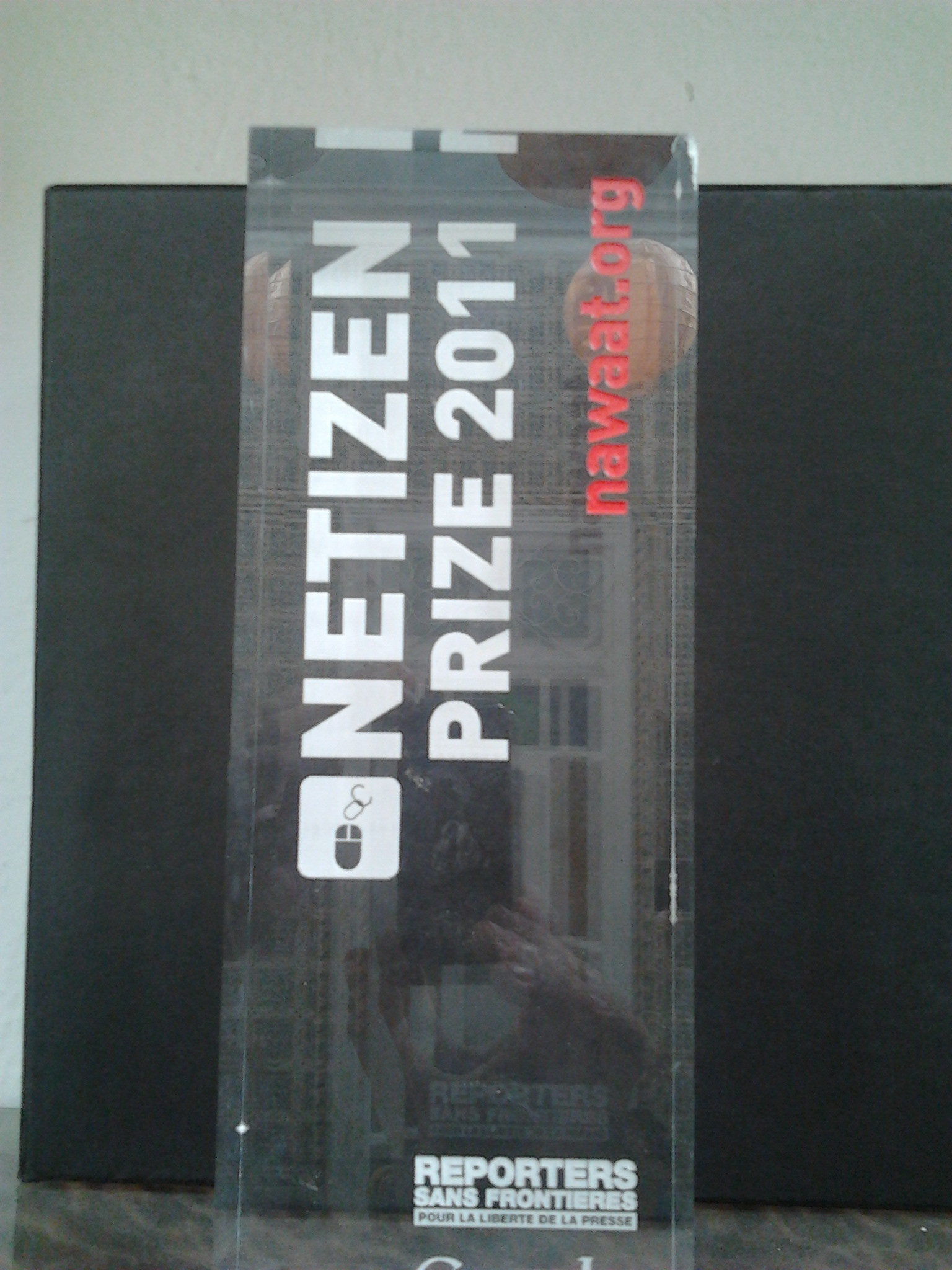
Giải Netizen RWB 2011

Mỗi năm vào Ngày Thế giới chống Kiểm duyệt Internet, Phóng viên không biên giới trao tặng giải Netizen để vinh danh những cá nhân người dùng Internet, người viết blog, nhà bất đồng chính kiến trên Internet, hoặc những tập thể đã đóng góp đáng kể vào việc bảo vệ quyền tự do thể hiện trực tuyến. Tính từ năm 2010, giải này đã được trao cho:
- 2010: trao tặng các nhà hoạt động vì nữ quyền người Iran của trang web Change for Equality, www.we-change.org.[6]
- 2011: trao tặng những người sáng lập nhóm viết trang blog Nawaat.org người Tunisia.[7]
- 2012: trao tặng cho các nhà báo thường dân và nhà hoạt động nhân quyền người Syria tại Trung tâm báo chí của Ủy ban điều phối địa phương.[8]
- 2013: trao tặng cho người viết blog Huỳnh Ngọc Chênh của Việt Nam.[9]
- 2014: trao tặng cho người viết blog Raif Badawi của Ả Rập Saudi.[10]

## Danh sách kẻ thù của Internet
Song song với các hoạt động trong Ngày Thế giới chống Kiểm duyệt Internet, Phóng viên không biên giới cập nhật danh sách "Kẻ thù của Internet" và "Các quốc gia bị giám sát" của tổ chức này.
"Kẻ thù của Internet" được giới thiệu lần đầu vào năm 2006, trong đó phân loại các quốc gia căn cứ theo tuyên bố "tất cả những quốc gia này ghi dấu chính họ không chỉ qua quyền hạn của họ trong việc kiểm duyệt tin tức và thông tin trực tuyến mà còn qua sự đàn áp gần như có hệ thống của họ lên người dùng Internet." "Các quốc gia bị giám sát" được bổ sung vào năm 2007.
| Kẻ thù của Internet hiện tại: - Ả Rập Saudi: 2006 đến nay - Ấn Độ: 2014 đến nay - Bahrain: 2012 đến nay - Belarus: 2006–2008, 2012 đến nay - Các Tiểu vương quốc Ả Rập Thống nhất: 2014 đến nay - Cộng hòa Dân chủ Nhân dân Triều Tiên: 2006 đến nay - Cộng hòa Nhân dân Trung Hoa: 2006 đến nay - Cuba: 2006 đến nay - Ethiopia: 2014 đến nay - Hoa Kỳ: 2014 đến nay - Iran: 2006 đến nay - Nga: 2014 đến nay - Pakistan: 2014 đến nay - Sudan: 2014 đến nay - Syria: 2006 đến nay - Turkmenistan: 2006 đến nay - Uzbekistan: 2006 đến nay - Việt Nam: 2006 đến nay - Vương quốc Liên hiệp Anh và Bắc Ireland: 2014 đến nay Kẻ thù của Internet trước đây: - Ai Cập: 2006–2010 - Myanmar: 2006–2013 - Tunisia: 2006–2010 | Các quốc gia bị giám sát hiện tại: - Ai Cập: 2011 đến nay - Eritrea: 2008–2009, 2011 đến nay - Hàn Quốc: 2009 đến nay - Kazakhstan: 2008 đến nay - Malaysia: 2008–2009, 2011 đến nay - Pháp: 2011 đến nay - Sri Lanka: 2008–2009, 2011 đến nay - Thái Lan: 2008 đến nay - Tunisia: 2011 đến nay - Thổ Nhĩ Kỳ: 2010 đến nay - Úc: 2009 đến nay Các quốc gia bị giám sát trước đây: - Ấn Độ: 2008–2013 - Bahrain: 2008–2009 và 2011 - Belarus: 2009–2011 - Các Tiểu vương quốc Ả Rập Thống nhất: 2008–2013 - Jordan: 2008 - Libya: 2008 và 2011 - Nga: 2010–2013 - Tajikistan: 2008 - Venezuela: 2011 - Yemen: 2008-2009 |